# صهرجت الكبرى
قرية صهرجت الكبرى هي إحدى القرى التابعة لمركز ميت غمر في محافظة الدقهلية في جمهورية مصر العربية. حسب إحصاءات سنة 2006، بلغ إجمالي السكان في صهرجت الكبرى 23496 نسمة، منهم 11923 رجل و11573 امرأة.

## التاريخ
قرية صهرجت الكبرى من القرى القديمة، واسمها الأصلي وقت الفتح الإسلامي لمصر سهراشت (بالإنجليزية: Sahrascht)‏، وقد وردت باسم صهرجت الكبرى في أعمال الشرقية ضمن قرى الروك الصلاحي التي أحصاها ابن مماتي في كتاب قوانين الدواوين، كما وردت باسم صهرجت الكبرى في أعمال الشرقية ضمن قرى الروك الناصري التي أحصاها ابن الجيعان في كتاب «التحفة السنية بأسماء البلاد المصرية». وفي العصر العثماني كان اسمها في تربيع سنة 933هـ/1527م الذي أجراه الوالي العثماني سليمان باشا الخادم في عصر السلطان العثماني سليمان القانوني صهرجت الكبرى ضمن قرى ولاية الدقهلية، وفي تاريخ 1228هـ/1813م الذي عدّ قرى مصر بعد المسح الذي قام به محمد علي باشا باسم صهرجت الكبرى ضمن قرى مديرية الدقهلية.